# Allium abanticum
Allium abanticum — вид квіткових рослин з підродини цибулевих (Allioideae). Ендемік Греції.

## Таксономія
У рамках таксономічних досліджень Allium sect. Codonoprasum середземноморської флори виявлено помітну морфологічну мінливість роду й описано нові для науки види, серед яких A. abanticum. Епітет походить від «абантів», стародавнього племені, що населяло острів Евбея.

## Біоморфологічна характеристика
Цибулина яйцеподібна, 10–20 × 6–12 мм, зовнішні оболонки сірувато-коричневі. Стебло прямовисне, голе, 10–18 см заввишки, зазвичай на 1/2–2/3 загальної довжини вкрите листковими піхвами. Листків 4, коротші за суцвіття, суцільно густо запушені, пластина напівциліндрична, 4–6 см завдовжки, ребриста. Суцвіття 3–4 см в діаметрі, з 15–30 квітками. Обгортка суцвіття довша за нього, гола. Оцвітина дзвінчата, 4–5 мм завдовжки, з рівними листочками, які еліптичні, 1.6–2 мм завширшки, зеленуваті, зверху смугасті з багряно-коричневим, гладкі й закруглені на верхівці. Тичинки з простими нитками, які нерівні й білі; пиляки блідо-жовті. Коробочка тристулкова, обернено-яйцювата, 4.8 × 3.2 мм. 2n = 2x = 16. Цвіте з кінця травня до початку червня.

## Поширення
Цей вид зустрічається вздовж низького скелястого південно-західного узбережжя острова Евбея. Тут він росте на галявинах серед пишних карликових чагарників фригани, широко поширеної на цій території ксерофільної спільноти.